# Записки из подполья
«Запи́ски из подпо́лья» (рус. дореф. «Записки изъ подполья») — повесть Ф. М. Достоевского, изданная в 1864 году. Повествование ведётся от лица бывшего чиновника, который проживает в Петербурге. По своей проблематике предвещает идеи экзистенциализма, а сам главный герой произведения имел большое влияние на философов. Его отчужденное существование от мейнстрима повлияло на модернистскую литературу.
Повесть представляет собой отрывок из бессвязных мемуаров ожесточённого, одинокого, безымянного рассказчика (обычно называемого критиками «подпольщиком»), отставного государственного служащего, живущего в Санкт-Петербурге. Первая часть рассказа рассказана в монологической форме через дневник подпольщика и «нападает» на современную русскую философию, особенно на «Что делать?» Николая Чернышевского. Вторая часть книги называется «По поводу мокрого снега» и описывает некоторые события, которые, как представляется, разрушают, а иногда и обновляют «подпольного человека», выступающего от первого лица, ненадежного рассказчика и антигероя.

## Сюжет
«Записки» начинаются представлением интеллектуальных «находок» главного героя. В первой четверти повести даны только несколько биографических фактов — что герой получил наследство, уволился со службы и совершенно перестал покидать свою квартиру, уйдя в «подполье». Однако в дальнейшем в своих записках герой рассказывает о своей жизни — о детстве без друзей, о своей «стычке» (воспринимаемой так только им) с офицером, и два эпизода жизни, ставшие, при допущении о правдивости записок, самым значимым и заметным событием в жизни героя. Первое — это обед с давними школьными «товарищами», на котором он всех обидел, разозлился, и даже решил вызвать одного из них на дуэль. Второй — это моральные издевательства над проституткой из публичного дома, которой он сначала из злобы старался показать всю мерзость её положения, потом, нечаянно дав ей свой адрес, сам терпел от неё непереносимые муки, имевшие свой корень в его озлобленности и в том, что тот образ, которым он перед ней старался представиться, имел разительнейшее расхождение с действительным его положением. Всеми силами стремясь оскорбить её второй раз, этим действием он заканчивает своё повествование о выходах из «подполья», а от лица редактора этих записок добавляется, что имеющееся продолжение этих записок — снова интеллектуальный продукт героя — в сущности, выше написанное очень в искажённой форме.

## Темы и контекст
Повествование «подпольщика» насыщено идеологическими аллюзиями и сложными разговорами о политическом климате того времени. Используя свою беллетристику как орудие идеологического дискурса, Достоевский бросает вызов идеологиям своего времени, главным образом нигилизму и рациональному эгоизму.
Во 2-й части повести речь, которую «подпольный человек» адресовал Лизе (проститутке), когда они сидели в темноте, и её ответ на неё является примером такого дискурса. Лиза верит, что сможет выжить и подняться по служебной лестнице своего борделя, чтобы осуществить свою мечту об успешном функционировании в обществе. Однако, как указывает «подпольный человек» в своей тираде, такие мечты основаны на утопическом доверии не только к существующим общественным системам, но и к способности человечества избежать коррупции и иррациональности в целом. Высказанные в 1 части повести замечания о том, что «подпольщику» доставляет удовольствие быть грубым и отказываться обращаться за медицинской помощью, являются его примерами того, как идеализированная рациональность изначально ущербна, поскольку не учитывает более тёмную и иррациональную сторону человечества.
Каменная стена в повести — один из символов романа и олицетворяет все преграды законов природы, которые противостоят человеку и его свободе. Проще говоря, правило, что два плюс два равно четырём, злит «подпольщика», потому что он хочет свободы сказать, что два плюс два равно пяти, но эта Каменная Стена законов природы стоит перед ним и его свободной волей.

### Политический климат
В 1860-х годах Россия начала ускоренными темпами впитывать идеи и культуру Западной Европы, питая нестабильный местный климат. Особенно бурный рост революционной активности сопровождал общую перестройку царизма, когда либеральные реформы, проводимые неповоротливой самодержавной властью, лишь усиливали напряженность как в политике, так и в гражданском обществе. Многие представители русской интеллигенции были вовлечены в полемику с западниками, с одной стороны, и славянофилами с другой, озабоченные тем, чтобы способствовать импорту западных реформ или продвигать панславянские традиции для решения конкретных социальных проблем России. Хотя царь Александр II освободил крепостных в 1861 году, Россия всё ещё была постсредневековым, традиционным крестьянским обществом.
Когда были написаны «Записки из подполья», началось «интеллектуальное брожение» в дискуссиях о религиозной философии и различных «просвещённых» утопических идеях. Эта работа представляет собой вызов и метод понимания более широких последствий идеологического стремления к утопическому обществу. Утопизм в значительной степени относится к коллективной мечте общества, но что беспокоит «Подпольщика», так это сама идея коллективизма. «Подпольный человек» делает вывод, что индивидуумы в конечном счёте всегда будут бунтовать против коллективно навязанной идеи рая; утопический образ, такой как Хрустальный дворец, всегда будет терпеть неудачу из-за лежащей в основе иррациональности человечества.

## Писательский стиль
Хотя роман написан в повествовании от первого лица, «Я» здесь никогда по-настоящему не раскрывается. Синтаксис иногда может казаться «многослойным»; подлежащее и глагол часто находятся в самом начале предложения, прежде чем объект погружается в глубины мыслей рассказчика. Рассказчик повторяет многие из своих концепций.

## Аллегории
«Подполье» — аллегорический образ. Герой не имеет никакого отношения к революционной деятельности, поскольку считает деятельную волю «глупой», а разум безвольным. После некоторых колебаний «Подпольный человек» склоняется скорее к интеллигентному, рефлектирующему безволию, хотя и завидует людям нерассуждающим, просто и нагло действующим.
«Подполье» — иное название для атомарности. Ключевая фраза: «Я-то один, а они все». Мысль о личном превосходстве над остальными, как бы ничтожна ни была жизнь, как бы ни пресмыкался интеллигент, — квинтэссенция этой исповеди русского интеллигента.
Герой, вернее антигерой, как он сам себя называет в конце, несчастен и жалок, но, оставаясь человеком, получает удовольствие от того, что мучит себя и других. Эту склонность человека вслед за Достоевским, Кьеркегором и Ницше открывает современная психология.

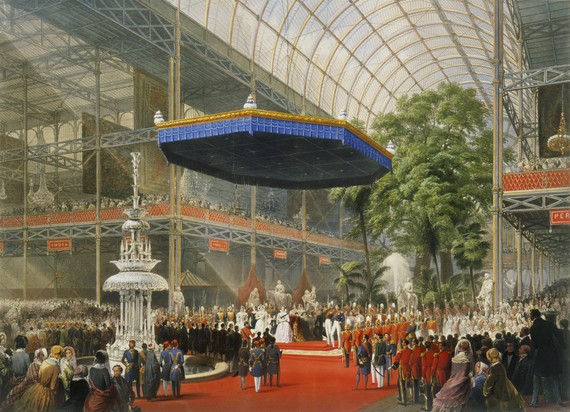
Королева Виктория открывает Всемирную выставку в «Хрустальном дворце»

«Хрустальный дворец» — олицетворение грядущего гармонично устроенного общества, всечеловеческого счастья, основанного на законах разума. Однако герой уверен, что найдутся люди, которые по совершенно иррациональным причинам отвергнут эту всеобщую гармонию, основанную на рассудке, отвергнут ради беспричинного волевого самоутверждения. «Эх, господа, какая уж тут своя воля будет, когда дело доходит до арифметики, когда, будет одно только дважды два четыре в ходу? Дважды два и без моей воли четыре будет. Такая ли своя воля бывает!»
В. В. Набоков, который в целом неодобрительно относился к творчеству Достоевского, писал: «Эту повесть можно было бы счесть описанием клинического случая с явными и разнообразными симптомами мании преследования. Мой интерес к ней ограничен исследованием стиля. Здесь ярчайшим образом представлены темы Достоевского, его стереотипы и интонации. Это квинтэссенция достоевщины».

## Влияние
Вызов, брошенный «подпольщиком» идее «просвещенного» общества, заложил основу для последующих работ. Эта работа была описана как «вероятно, самый важный единственный источник современной антиутопии».
«Записки из подполья» оказали влияние на различных авторов и произведения в области философии, литературы и кино, в том числе:
- труды Фридриха Ницше
- повесть «Превращение» Франца Кафки (1915 г.)
- роман «Человек-невидимка» Ральфа Эллисона (1952 г.)
- произведение «Воскрешение из подполья: Федор Достоевский» Рене Жирарда (1963 г.)
- художественный фильм «Таксист» Мартина Скорсезе (1976 г.)
- художественный фильм «Джокер» Тодда Филлипса
- роман «Американский психопат» Брета Истона Эллиса (1991 г.)[12]
- художественный фильм '«Внутри[англ.]»' турецкого режиссёра Зеки Демиркубуза[англ.] (2012 г.).

## Адаптации
Были многократные попытки экранизировать повесть или поставить на сцене.

### Театральные постановки
- В 1988 году Камой Гинкасом на сцене Московского ТЮЗа был поставлен спектакль «Записки из подполья» с Виктором Гвоздицким в главной роли. В 2011 году им же был поставлен телеспектакль «По поводу мокрого снега», но уже с Алексеем Девотченко.

### Экранизации
- «Месть» / A bosszú (ТВ) режиссёра Дьёрдя Фехера (Венгрия, 1977)
- Подпольный человек[исп.] режиссёра Николаса Саркиса[исп.] — (Аргентина, 1981)
- Современники / Aikalainen режиссёра Тимо Линнасало[фин.] (Финляндия, 1984)
- День и ночь режиссёра Жана-Бернара Мену (Франция, Швейцария, 1986)
- «Записки из подполья» режиссёра Гэри Уолкоу с Генри Черни и Шерил Ли в главных ролях[13] (1995, США)
- Я плюю на ваши шлёпанцы[фр.] / J’irai cracher sur vos tongs режиссёра Мишеля Тоески[фр.] (Франция, 2005)
- Примечания /Feljegyzések az egérlyukból телефильм режиссёра Йожефа Шипоша (Венгрия, 2011)
- Джонни Уокер / Johnny Walker режиссёров Криса Де Мистера и Антона Шолтена (США, 2015)
- Пустой трюм / Hold Empty режиссёра Дарика Джаника (Австралия, 2016)

## Упоминания в культуре
- В художественном фильме «Жизнь Пи»: протагонист подростком читает книгу в английском переводе.
- Книга фигурирует в т/с «Остаться в живых»: в 12 серии шестого (последнего) сезона Хьюго держит её в руке после того, как Илана взорвалась вместе с рюкзаком, в котором был динамит, приготовленный для того, чтобы взорвать самолёт.
- «Константин Райкин. Вечер с Достоевским» — сценическое переложение повести на сцене театра «Сатирикон».
- Отрывки из повести используются в альбоме «Человек без времени» российской хип-хоп-группы «Записки Неизвестного»[14].
- В честь этой книги американская рэпкор группа Hollywood Undead назвала свой 3-й альбом Notes from the Underground.
- В художественном фильме «451 градус по Фаренгейту» главный герой украдкой читает эту книгу.
- В романе французского писателя Жана-Мишеля Генассии «Клуб неисправимых оптимистов» библиотекарь советует главному герою Мишелю Марини, который находится под сильным впечатлением от творчества Достоевского, прочитать эту книгу.